# Podlaszucy
Podlaszucy (gwarowo: Podlašuki, Pudlašuki lub Pudlaše, ukr. Pidlašuky, biał. Padlašuki, Padlašy) – wschodniosłowiańska autochtoniczna grupa etniczna zamieszkująca obszar Podlasia. Część Podlaszuków posługuje się własnym archaicznym etnolektem, wywodzącym się z języka ruskiego; oprócz tego, w użyciu pozostają dialekty (gwary) klasyfikowane jako polskie lub ukraińskie. Pod względem wyznaniowym na północnym Podlasiu (w województwie podlaskim) przeważają prawosławni, natomiast na Podlasiu południowym głównie katolicy (konwertyci z prawosławia). Istnieją grupy Podlaszuków przyjmujących białoruską, ukraińską bądź polską tożsamość narodową, istnieje również grupa Podlaszuków nieutożsamiających się z jakimkolwiek z narodów.